# نزع الأحشاء (تشريح)
نزع الأحشاء طريقة للاقتطاع الذاتي تتضمن قذف الأعضاء الداخلية، والتي يستخدمها الحيوان كإستراتيجية دفاعية.
- خيار البحر (من قثائيات البحر) يقذف بأجزاء من الأمعاء من أجل تخويف الحيوانات المفترسة. ويمكن بعد ذلك إعادة نمو هذه الأجزاء من الأمعاء في غضون أيام قليلة بواسطة خلايا داخلية.[بحاجة لمصدر]
- نجم البحر يستخدم طريقة نزع الأحشاء لإخراج معدته من فمه لالتهام فريسته. ثم بعد ذلك يعيد معدته إلى مكانها داخل جسمه.[بحاجة لمصدر]